# Cercle Flora Tristan
Le Cercle Flora tristan est un groupe féministe mis en place en 1973 à Lyon. Il a édité un Bulletin du cercle Flora Tristan qui est devenu en 1975 La cause des femmes.

## Dénomination
Le groupement est nommé d'après la féministe française Flora Tristan (1803-1844).

## Caractéristiques
Le Cercle Flora Tristan se distingue par sa longévité, ses productions éditoriales et la nature de ses revendications, 

## Histoire
L'origine du Cercle Flora Tristan se retrouve dans des groupes de militantes qui ont participé aux évènements de mai 68 à Lyon, dans le sillage des luttes en faveur de l'avortement libre et de la création du MLF en 1972. C'est en militant dans le groupe mixte Groupe d’enquête des Brotteaux que ces femmes se rendent compte que les problèmes sont essentiellement des problèmes de femmes.

## Publication
Le cercle publie des bulletins dès 1973 qui prennent le nom La cause des femmes en 1975. Cette publication s'est continuée jusqu'en 1983.